# Walvisbuurt

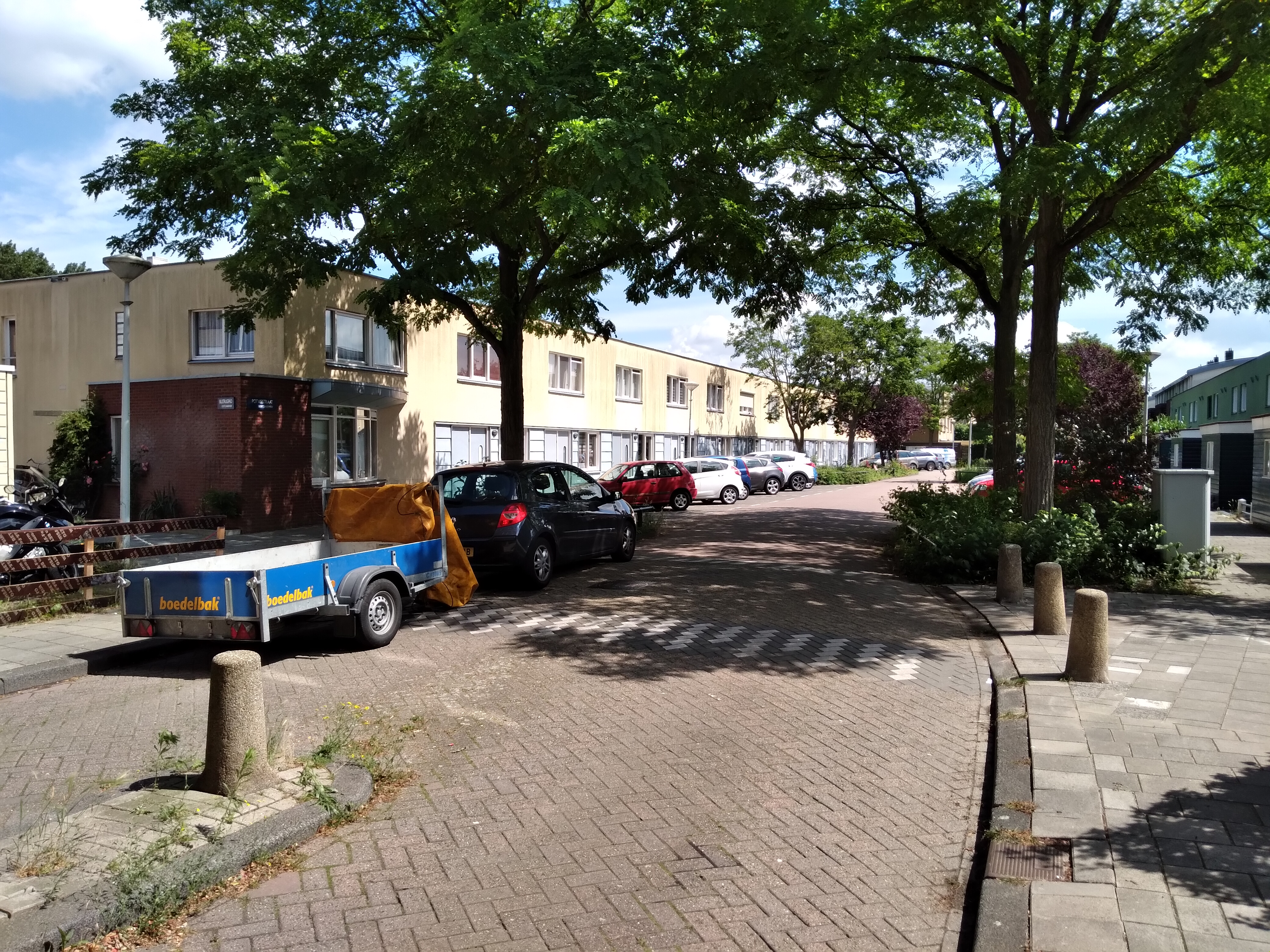
Potvisstraat in Walvisbuurt (juli 2021)

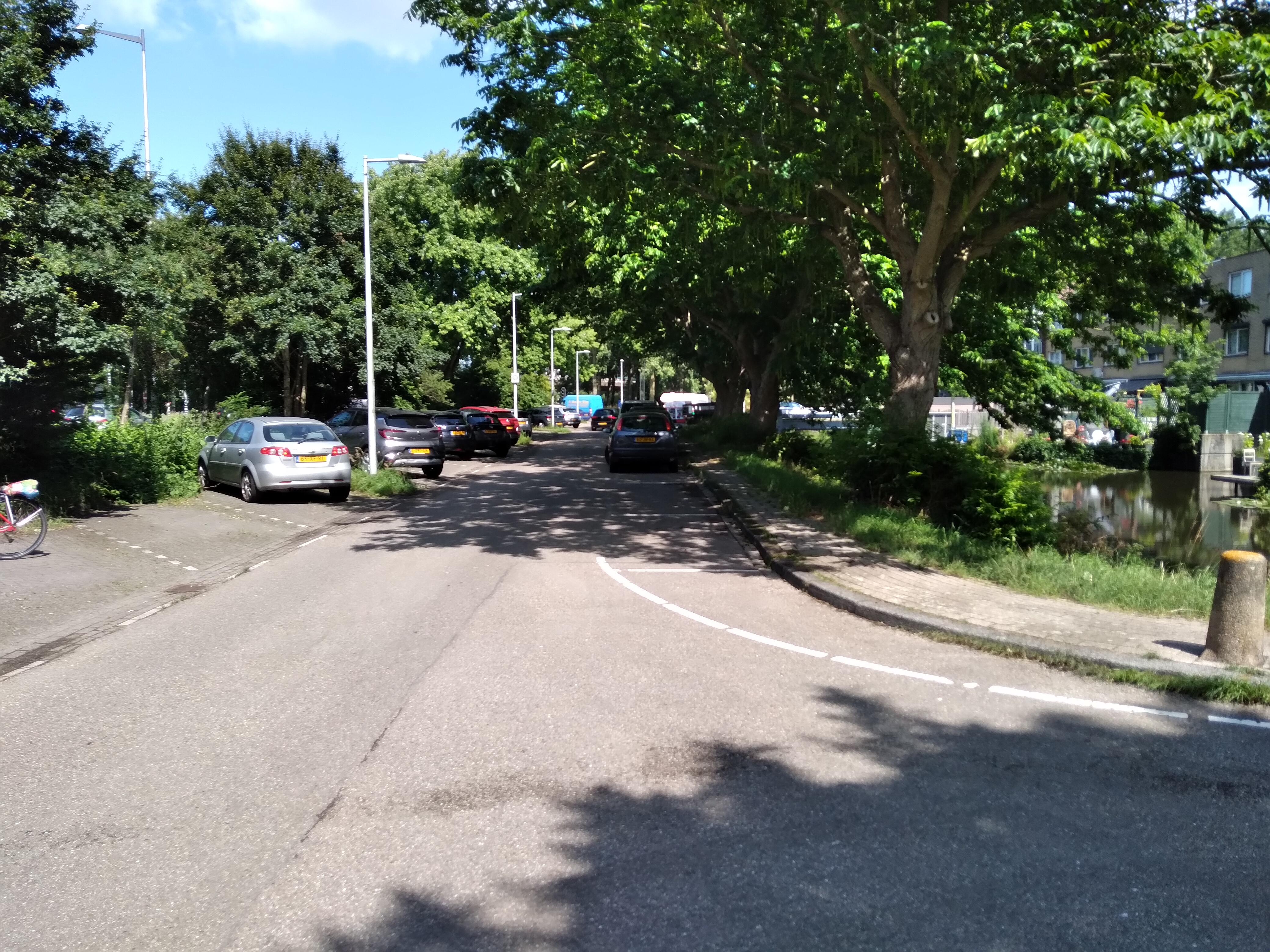
Noordkaperweg in Walvisbuurt (juli 2021)

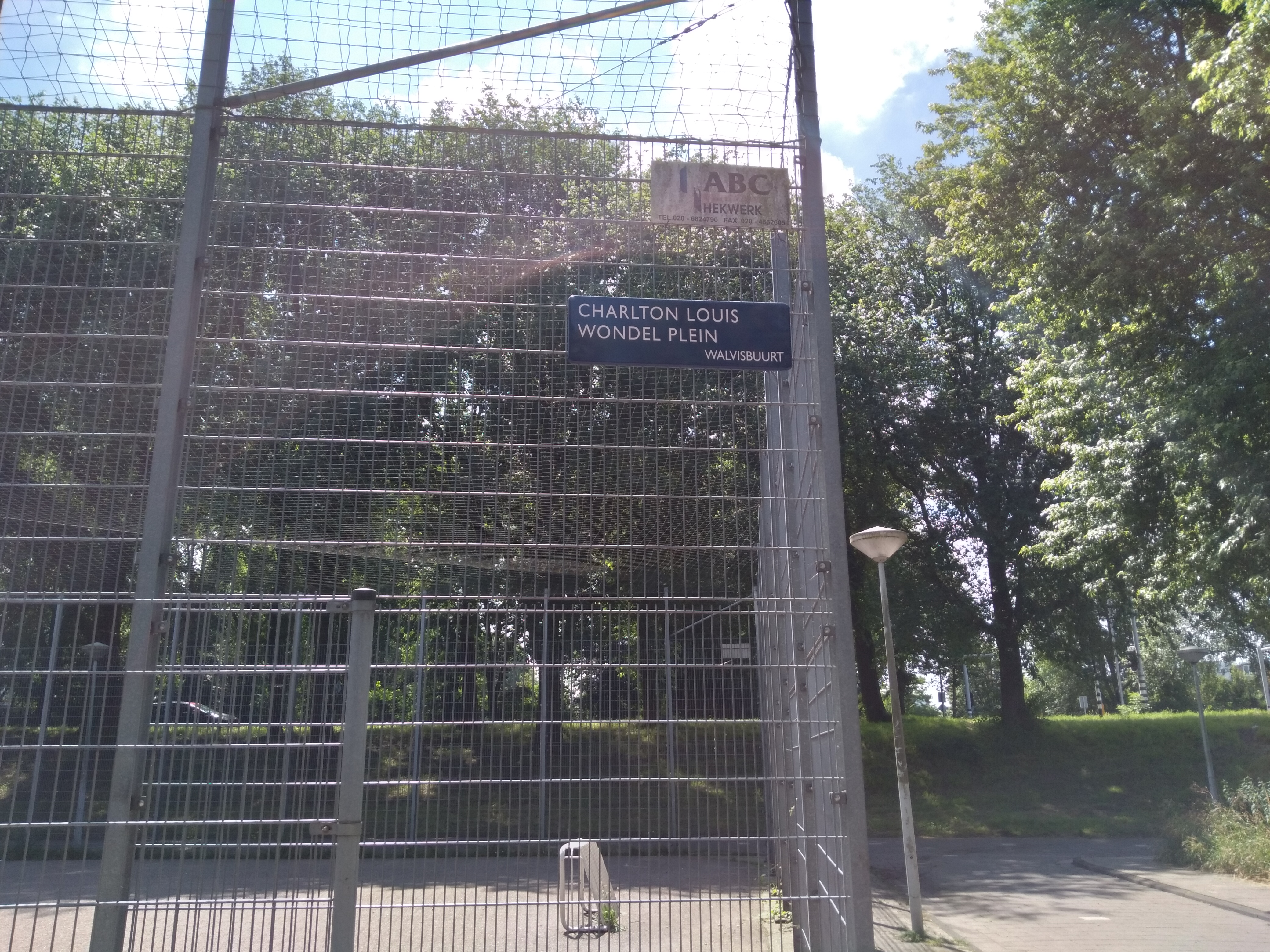
Charles Louis Wondel plein (juli 2021)

Walvisbuurt is een buurt in de wijk Oostzanerwerf in Amsterdam-Noord.

## Buurt
Het is een relatief nieuwe wijk in dit deel van de gemeente Amsterdam, dat al sinds de annexatie van 1966 eigenaar was van het gebied; tot dan toe behoorde het toe aan Oostzaan. De bebouwing is grotendeels neergezet in 1991. De naam verwijst naar de walvisvaarders die hier in vroeger eeuwen werkzaam waren. De Oostzanerdijk lag toen nog als zeedijk langs het toen veel grotere IJ, voor de komst van de IJpolders. Zo waren er traankokerijen (van spek naar lampolie), baleinwerkerijen, scheepswerven en zeilmakerijen. Het buurtje heeft maar een klein woongebied, want op haar grondgebied liggen ook het Sportpark Oostzanerwerf en de Rijksweg 10 vanaf de Zuideinderbrug tot en met het oostelijk deel van Knooppunt Coenplein. Eigenaardig is dat de Walvisbuurt een lang punt heeft naar het zuiden; de westelijke bebouwing aan het Amsterdamse deel van Zuideinde maakt deel uit van de Walvisbuurt. De buurt wordt doorsneden door de Verlengde Stellingweg. In het zuiden sluit de wijk met uitsluitend laagbouw aan op de buurt Molenwijk met voornamelijk hoogbouw; de grens wordt gevormd door de Molenaarsweg. In 2020 had het ongeveer 1400 inwoners.
Het woongedeelte van de buurt bestaat uit een aantal kunstmatige eilandjes met ringsloot en grachtjes die de buurt doorsnijden.
Een van toegangen tot de Walvisbuurt is opgesierd door het kunstwerk Silhouetten van Marin Kasimir.

## Straten
Straatnamen verwijzen naar de dieren waarop de walvisvaarders jacht maakten:
- Bruinvisstraat
- Potvisstraat
- Dwergvinvisstraat en Orcastraat
- Beloegastraat en Narwalstraat
- Tuimelaarstraat
- Butskopweg
- Bultrugpad en
- Noordkaperweg.

Een uitzondering geldt voor het Charlton Louis Wondel plein; dit is in 2015 vermoedelijk illegaal vernoemd naar de in 2014 vermoorde rapper Challa, die furore maakte op het voetbalveldje dat in de buurt ligt.

## Bruggen
Over al dat water liggen negen bruggetjes 
| Brugnummer | Type       | Wijk        | Straat/weg                                                | Overspant | Afbeelding                                  |
| ---------- | ---------- | ----------- | --------------------------------------------------------- | --------- | ------------------------------------------- |
| 1737       | Vaste brug | Walvisbuurt | verkeersbrug Bruinvisstraat-Noordkaperweg                 | ringsloot | Brug 1737 (in Amsterdam)\|Meer afbeeldingen |
| 1738       | Vaste brug | Walvisbuurt | verkeersbrug Potvisstraat - Noordkaperweg                 | tingloot  | Brug 1738 (in Amsterdam)\|Meer afbeeldingen |
| 1739       | Vaste brug | Walvisbuurt | verkeersbrug Bruinvisstraat-Noordkaperweg                 | ringsloot | Brug 1739 (in Amsterdam)\|Meer afbeeldingen |
| 1741       | Vaste brug | Walvisbuurt | Voetbrug Bruinvisstraat-Potvisstraat                      | gracht    | Brug 1741 (in Amsterdam)\|Meer afbeeldingen |
| 1742       | Vaste brug | Walvisbuurt | Potvisstraat-Dwergvinvisstraat                            | gracht    | Brug 1742 (in Amsterdam)\|Meer afbeeldingen |
| 1743       | Vaste brug | Walvisbuurt | Voetbrug Dwergvinvisstraat-Beloegastraat                  | gracht    | Brug 1743 (in Amsterdam)\|Meer afbeeldingen |
| 1745       | vaste brug | Walvisbuurt | voet/fietsbrug Bruinvisstraat/Bultskopweg naar Zuitdeinde | ringsloot | Brug 1745 (in Amsterdam)\|Meer afbeeldingen |
| 1747       | Vaste brug | Walvisbuurt | voetbrug Bultrugpad                                       | gracht    | Brug 1747 (in Amsterdam)\|Meer afbeeldingen |
| 1748       | Vaste brug | Walvisbuurt | Voetbrug Bultrugpad                                       | gracht    | Brug 1748 (in Amsterdam)\|Meer afbeeldingen |

Een drukke verkeersbrug brug 1734 ligt buiten het woonwijkje.